# Une Seule Nuit
Une Seule Nuit (una única nit) és l'himne nacional de Burkina Faso, escrit per Thomas Sankara. Va ser adoptat el 1984.